# 2017 en radio
Cet article est une chronologie thématique, pour des articles plus généraux, voir Histoire de la radio et Radiodiffusion.
Cet article concerne uniquement les stations de radio, ne prenant en compte ni les webradios ni les podcasts.
Pour ce qui concerne spécifiquement la France, voir 2017 en radio en France.
Pour ce qui concerne spécifiquement le Royaume-Uni, voir [[:2017 en radio au Royaume-Uni (en)]].
| Années de la radio : 2014 - 2015 - 2016 - 2017 - 2018 - 2019 - 2020    |
| Décennies de la radio : 1980 - 1990 - 2000 - 2010 - 2020 - 2030 - 2040 |

Cet article a pour but de présenter de façon synthétique toute l'année 2017 en radio, et cela pour tous les pays du monde.
Contrairement à l'année 2016, on ne retient plus désormais les manifestations musicales régulières organisées par les stations de radio ni les invitations de chanteurs faisant de la promotion à l'antenne, présentées à tort comme événementielles. De même, les émissions de radio délocalisées dans le cadre d'un événement sociétal ou culturel ne sont plus systématiquement reportées dans cette chronologie.
D'une façon générale, 2017 à la radio est un article plus sélectif que ses équivalents des années précédentes. On ne retiendra en général que l'actualité des radios de caractère national ou international, afin de ne pas se perdre dans les détails des radios locales.

## Stations de radio dans le monde

### Apparues en 2017
| Radio                        | Pays        | Commentaire | Date             |
| ---------------------------- | ----------- | --- | ---------------- |
| Radio Caroline               | Royaume-Uni | La radio britannique culte des années 1980, pirate et offshore, devenu webradio, émet à nouveau en ondes moyennes.                  | 14 août 2017     |
| Bremen Zwei                  | Allemagne   | La station de radio, propriété de Radio Bremen, vient en remplacement de Nordwestradio disparue en même temps.                      | 12 août 2017     |
| Trace FM powered by Africell | RDC         | Le groupe multimédia en Afrique Trace et l'opérateur mobile au Congo Africell ont signé un accord incluant la création de la radio. | 15 novembre 2017 |

### Disparues en 2017
| Radio           | Pays      | Commentaire | Date            |
| --------------- | --------- | --- | --------------- |
| Nordwestradio   | Allemagne | La station de radio, propriété de Radio Bremen, change de nom pour s'appeler Bremen Zwei.                                 | 11 août 2017    |
| Caracas 92.9 FM | Venezuela | La station de radio, qui diffusait du rock et de la pop sur Caracas, est interdite par le gouvernement de Nicolás Maduro. | 25 août 2017    |
| Meuse Radio     | Belgique  | Le CSA belge retire son autorisation d'émettre à Meuse Radio, pour insuffisances en matière de promotion culturelle.      | 9 novembre 2017 |

## Actualité du média radio en 2017

### Événements politiques
- 28 janvier : restrictions budgétaires massives en vue pour l'audiovisuel public aux États-Unis, sitôt Donald Trump installé à la Maison-Blanche[5].
- 16 février : le peuple suisse est consulté car le gouvernement envisage de donner aux radios régionales davantage d'autonomie à partir de 2020[6].
- 9 mai : la société de l'audiovisuel public en Israël est dissoute brutalement par Benyamin Nétanyahou, entraînant départs et licenciements[7].

### Événements économiques
- 1er janvier : du fait d'exigences trop élevées en matière de royalties demandés à la radio publique bulgare, celle-ci ne diffuse plus que des titres d'avant 1945[8].
- 9 janvier : Star Radio Cambridge est vendue par son propriétaire, UKRD, à un groupe local, ce qui témoigne de l'activité du marché du rachat de radios au Royaume-Uni[9].
- 25 mars : NRJ Group arrive au Maroc avec la création d'une webradio en partenariat avec l'opérateur marocain Radio Planète[10].
- 21 août : la BBC annonce que plusieurs radios locales vont disparaître des ondes moyennes en janvier 2018[11].
- 4 septembre : la première radio publique slovène, Radio Slovenia Prvi, cesse définitivement d'émettre en ondes moyennes, l'émetteur fonctionnant depuis 90 ans[12].

### Événements sociétaux
- 9 janvier : Bauer, deuxième groupe de radios privées au Royaume-Uni, a collecté, durant Noël 2016, 15,5 millions de Livres de dons pour son œuvre caritative[9].
- 13 février : journée mondiale de la radio sous l'égide de l'UNESCO, avec pour thème « la radio c'est vous »[13].
- 28 février : Frédéric Bastien de Bel RTL est au cœur du Carnaval de Binche durant 24 heures[14].
- du 11 au 13 mai : à l'occasion de la venue du pape François au sanctuaire de Notre-Dame de Fátima, au Portugal, RCF met en place une programmation spéciale[15].
- 12 et 13 mai : Radio Notre-Dame installe ses studios à Fátima pour la célébration du centenaire des apparitions de la Vierge Marie[16].
- du 8 au 15 septembre : avec le soutien de l'Agence nationale de lutte contre l'illettrisme, RCF propose une programmation spéciale[17].
- du 1er au 31 octobre, RCF effectue une programmation spéciale pour les 500 ans de la Réforme et du protestantisme[18].
- du 20 au 26 novembre : RCF organise un Radio Don, une semaine d'événements, partout en France, et une programmation spéciale pour les 64 radios du réseau[19].
- du 30 novembre au 6 décembre : 8e édition du Nostalgie Magic Tour dans le but d'offrir des jouets à des milliers d'enfants[20].
- 1er décembre : la journée mondiale de lutte contre le sida est l'occasion pour Africa n°1 de mener une campagne de sensibilisation au dépistage du VIH[21].
- du 17 au 23 décembre : sur la Grand-Place de Nivelles, VivaCité centralise la 5e édition de l'opération caritative Viva for Life au profit de l'enfance déshéritée[22].

### Événements culturels
- 7 mai : de l'Inde à l'Islande, La Première fait vivre en direct à ses auditeurs le réveil des oiseaux à travers le monde, selon l'émission irlandaise Dawn Chorus[23].
- 19 mai : pour l'année 2017, le NRJ Music Tour en Belgique débute à Bruxelles[24].
- 4 juillet : la 2e édition des Angels Music Awards, récompensant la musique d'inspiration chrétienne, est retransmis en direct sur RCF depuis l'Olympia[25].
- du 13 au 15 juillet : les radios membres de la Ferarock sont en direct depuis le Dour Festival, en Belgique, pour sa 29e édition[26].
- 21 et 22 septembre, 9 et 10 novembre : en Belgique, les équipes de NRJ, Nostalgie et Chérie jouent une pièce de Jean-Michel Ribes au Centre Culturel de Rixensart[27].
- du 18 au 21 octobre : après les votes des auditeurs, la 5e édition des Fun Radio DJ Awards récompense les lauréats depuis Amsterdam[28].

### Événements sportifs
- 14 janvier : match d'ouverture de la coupe d'Afrique des nations de football 2017, à Libreville (Gabon), couvert en direct par Africa no 1, en partenariat avec BBC Afrique[29].
- 13 mai : Radio Monaco couvre le deuxième Grand Prix électrique de Monaco, 7e étape de la saison mondiale[30].

## Considérations techniques et progrès en 2017
- 1er janvier : selon le WorldDAB, le taux d'équipement de récepteurs DAB dans le monde est de plus de 53 millions en postes vendus[31].
- 11 janvier : extinction du premier émetteur analogique, dans le processus de disparition de la FM analogique en Norvège[32].
- du 29 au 31 janvier : lors du Salon de la Radio de Paris, WinMédia, PHF et Reezom présentent un studio entièrement automatisé avec les dernières technologies IP Audio[33].
- 21 avril : la société bordelaise WorldCast Systems lance un réémetteur solaire très économique et résistant aux conditions environnementales[34].
- 9 mai : en Belgique, La Première est désormais diffusée sur la chaîne bruxelloise BX1, un flux vidéo continu et optimisé accompagnant les émissions[35].
- 15 juin : la croissance des ventes de récepteurs DAB continue en Europe, avec notamment une croissance de 20 % en France et de 80 % en Belgique, sur un an[36].
- 17 juillet : on apprend que Broadcast Partners lance des émetteurs DAB+ à faible puissance sur le sol néerlandais, à la portée des bourses des petites radios locales[37].
- 27 juillet : 56 % de la population européenne peut recevoir un signal en DAB+[38].
- 17 août : GfK indique que les ventes de récepteurs DAB+ ont bondi de 30 % en un an, sur les neuf pays en Europe couverts par l'étude[39].
- 25 août : en Suisse, la part des programmes de radio écoutés en mode numérique s'élève à 57 %, grâce notamment au DAB+[40].
- 30 août : en Europe, les principaux constructeurs automobiles proposent le DAB en première monte (98 % en Norvège, 87 % au Royaume-Uni, 66 % en Suisse)[41].
- 27 octobre : le rapport du WorldDAB indique que 60 millions de récepteurs RNT ont été vendus en Europe et Asie-Pacifique, contre 48 un an auparavant[42].
- 14 novembre : les autorités suisses confirment que les radios FM cesseront d'émettre à la fin de l'année 2024 pour s'approprier le DAB+[43].
- 13 décembre : la Norvège a définitivement arrêté la FM, le pays écoutant désormais la radio numérique terrestre[44].
- 20 décembre : en Suisse, l'administration a libéré un bloc de fréquences DAB+ supplémentaires pour chacune des régions alémanique, romande et italienne[45].

## Conférences, séminaires, salons et festivals en 2017
- 10 février : le 8e Atelier radiophonique romand, réunit à Neuchâtel, aborde le thème de la couverture des situations de crise à la radio[46].
- du 19 au 21 mars : les Radiodays Europe se tiennent au Rai Convention Center d'Amsterdam[47].
- 23 mars : un colloque sur les enjeux du journalisme se tient à Paris, sous l'égide de l'Unesco, pour que chercheurs, journalistes et représentants des médias débattent[48].
- du 16 au 18 mai : le WorldDAB est présent au MedPi de Monaco, le salon professionnel au service du développement de la distribution grand public des loisirs numériques[49].
- 31 mai : l'Alliance des radios communautaires du Canada, représentant 27 stations d'expression francophone ou acadienne, dévoile son plan stratégique pour 2017-2020[50].
- 15 juin : la première édition du Podcast Day se déroule à Copenhague avec la présence des professionnels du secteur[51].
- 21 juin : les constructeurs automobiles, leurs fournisseurs et les radiodiffuseurs de toute l'Europe se réunissent pour le WorldDab Automotive Event à Munich[52].
- 24 août : cette édition du Swiss Radioday se déroule au Kaufleuten de Zurich, en Suisse, édition placée sous le signe des contenus[53].
- du 14 au 19 septembre : l'International broadcasting convention (IBC) destiné aux professionnels du divertissement et de la communication se tient à Amsterdam[54].
- 7 et 8 novembre : l'assemblée générale du WorldDAB se tient à Paris[55].

## Nominations à des postes-clés en 2017
- 1er mai : Pascal Crittin entre en fonction à la direction de la RTS après l'audition de six candidats par un comité interne à l'entreprise[56].
- 21 septembre : on apprend qu'Emmanuel Mestdag a été nommé directeur des programmes de Bel RTL[57].
- 15 novembre : Karim Ibourki succède à Dominique Vosters à la tête du CSA belge[58].
- 17 novembre : Olivier Schrameck prend la présidence du Réseau des instances de régulation méditerranéennes (RIRM)[59].

## Carrières des animateurs ou autres collaborateurs en 2017
- 9 janvier : Jonas Schneiter est passé de la station de radio publique suisse Couleur 3 à La 1re, pour animer une nouvelle émission[60].
- 9 janvier : Nigel Farage, ancien leader du parti UKIP qui a milité pour le Brexit, obtient une émission quotidienne d'une heure en soirée sur LBC, la radio talk d'Angleterre[9].
- 15 mars : Dominique Duforest, nouvellement arrivé sur CM-Broadcast, propose deux chroniques ayant trait au monde du rock et de la pop[61].
- 30 août : Ingrid Franssen rejoint Bruno Fernandez à la présentation de la matinale de Nostalgie Belgique[62].
- 3 décembre : Vincent Kante est recruté par Bel-RTL pour participer à l'émission On refait le monde animée par Patrick Weber[63].

## Prix en 2017
- Prix du journalisme des MFP : le lauréat de la 54e édition est Fabrice Gérard, de la RTBF, pour son reportage Les attentats de Bruxelles : les victimes un an après[64].
- Prix Philippe Chaffanjon 2017 (catégorie reportage haïtien) : le prix est revenu à « Le prix d’une pièce d’identité » réalisé par Robenson Henry[65].

## Anniversaires en 2017
- du 26 juin au 7 juillet : Radio Monaco, qui a 10 ans, organise un concours pour gagner un repas gastronomique dans une nacelle au-dessus du Casino de Monte-Carlo[66].
- du 27 juin au 19 octobre : Flaix FM, première radio dance catalane, fête ses 25 ans via une exposition au musée Palau Robert de Barcelone[67].
- 7 septembre : la radio musicale jeune BBC Radio 1 fête ses 50 ans en invitant notamment des grands noms du showbusiness et en créant une RNT temporaire[68].
- 5 octobre : pour ses 20 ans, le CSA, en Belgique, propose, aux Halles Saint-Géry, une conférence destinée aux professionnels du secteur[69].

## Décès en 2017
- Brunhilde Pomsel, secrétaire de Joseph Goebbels pendant la guerre, ayant travaillé pour des radios allemandes jusqu'en 1971, est morte le 27 janvier 2017 à 106 ans[70].
- Gianni Boncompagni, présentateur de radio italien, ainsi que réalisateur, scénariste et parolier, est mort à Rome le 16 avril 2017 à l'âge de 84 ans[71].
- Mohamed Akkari, animateur de radio tunisien, est mort le 28 avril 2017 d'un arrêt cardiaque, à l’âge de 39 ans, à la suite d'une opération chirurgicale de la vésicule biliaire[72].
- Paolo Limiti, connu pour être l'auteur des émissions de radio de Mike Bongiorno, est mort à Milan le 27 juin 2017 à l'âge de 77 ans, des suites d'une longue maladie[73].
- Grzegorz Miecugow, journaliste polonais de radio et télévision, est mort à Varsovie à 61 ans, le 26 août 2017, d'un cancer du poumon[74].

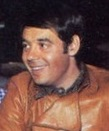
Gianni Boncompagni en 1972.
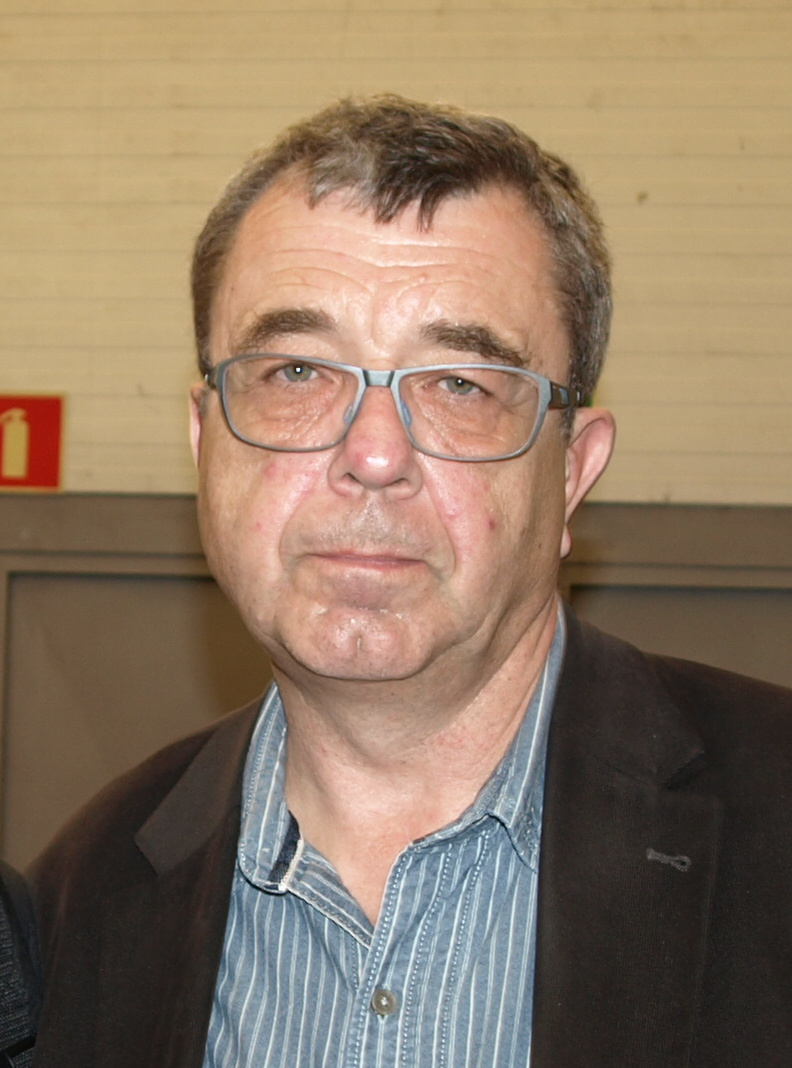
Grzegorz Miecugow en 2011.

### Crédit d'auteurs
- Cet article est partiellement ou en totalité issu de l'article intitulé « 2017 en radio en France » (voir la liste des auteurs).